# Hypographa
Hypographa is een geslacht van vlinders van de familie spanners (Geometridae), uit de onderfamilie Oenochrominae.

## Soorten
- H. ampycteria Turner, 1930
- H. aristarcha Prout, 1910
- H. atmoscia Meyrick, 1890
- H. bathrosema Prout, 1911
- H. epiodes Turner, 1930
- H. hiracopis Meyrick, 1890
- H. incongrua Walker, 1856
- H. macrodonta Turner, 1930
- H. phlegetonaria Guenée, 1857